# Philippus Lansbergius

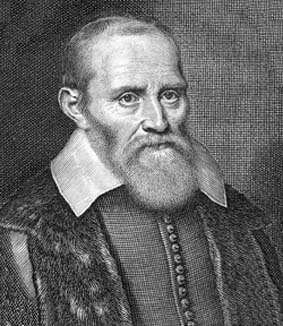
Philippe van Lansberge

Johan Philip Lansberge (25 de agosto de 1561 - 8 de dezembro de 1632) foi um clérigo, astrônomo e matemático calvinista flamengo. Seu nome às vezes é escrito Lansberg, e seu primeiro nome às vezes é dado como Philip ou Johannes Philippus. Ele publicou sob o nome latino Philippus Lansbergius. Ele é mais conhecido como o autor de um conjunto de tabelas astronômicas, Tabulae motuum coelestium perpetuæ, para prever posições planetárias. Mais tarde, descobriu-se que eles continham certos erros, em parte porque ele (erroneamente) não aceitou a descoberta de Kepler de órbitas elípticas. 

## Vida

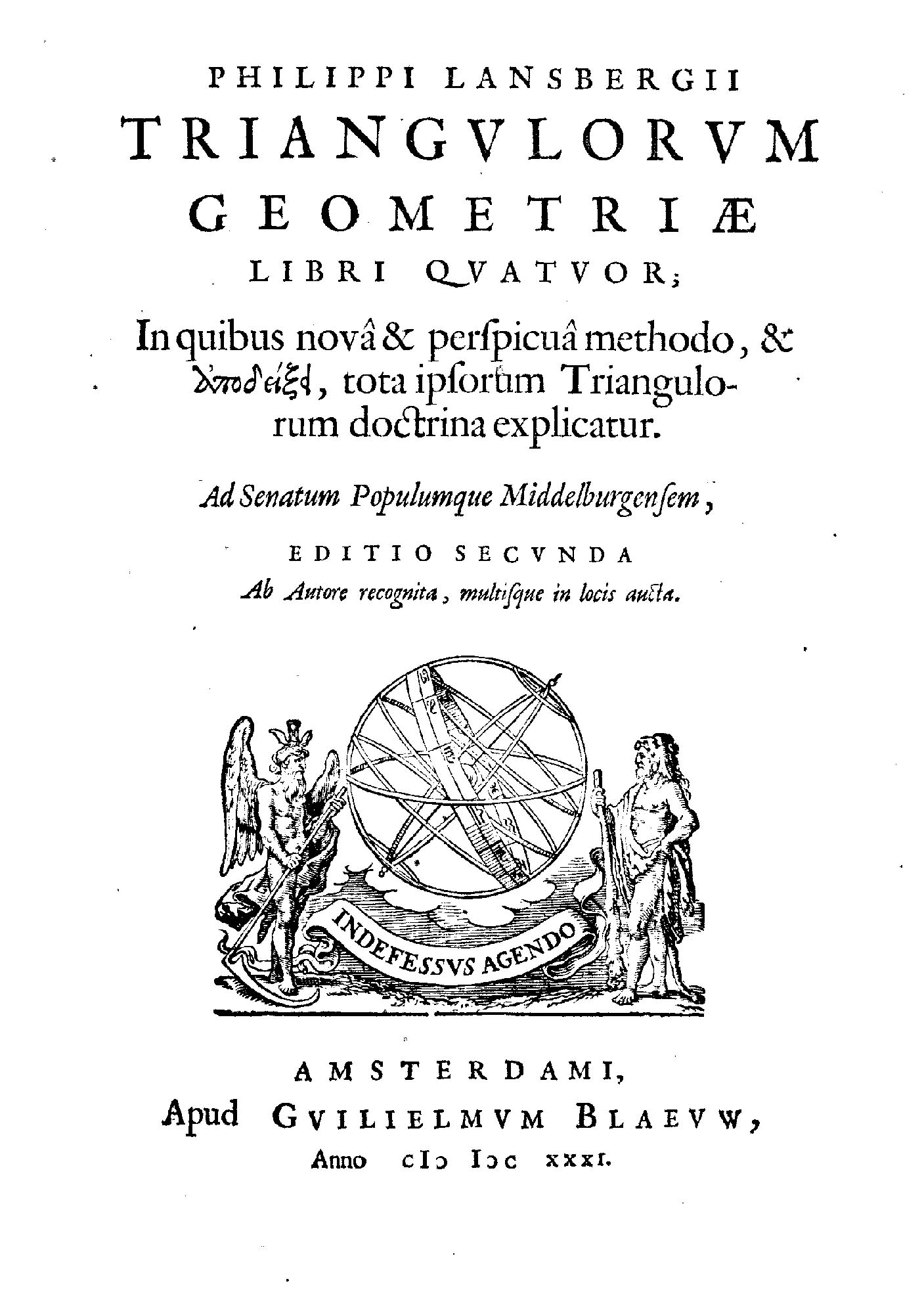
Triangulorum geometriae libri quatuor, 1631

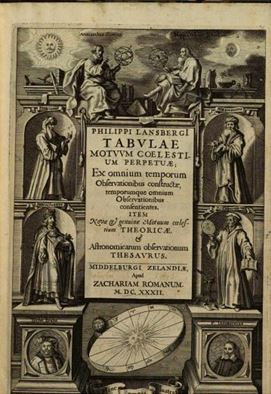
Capa frontal da Tabulae Motuum coelestium perpetua de Lansberge

Ele nasceu em Ghent, na atual Bélgica, em 1561. Ele cresceu na França e estudou na Inglaterra. Após a queda de Antuérpia em 1585, ele se mudou para a parte norte da Holanda. Ele ficou em Leiden por um curto período de tempo e depois foi para Goes para se tornar um pregador. Lansbergen viveu lá até 1613. Naquele ano, ele foi demitido porque não concordou com uma eleição para prefeito. Lansbergen, de cinquenta e dois anos, decidiu se mudar para Middelburg para se dedicar à pesquisa astronômica, o que fez até o fim de sua vida.
Ele serviu como clérigo protestante.
Lansbergen apoiou a teoria heliocêntrica de Copérnico, que afirmava que a Terra gira em torno do Sol. Essa teoria foi controversa nos círculos católicos e protestantes, onde a teoria geocêntrica foi mais amplamente aceita.
Ele se casou com Sara Lievaerts em 1586 e eles tiveram seis filhos e quatro filhas. Ele tinha uma grande reputação, por causa de seu raro conhecimento e experiência. Não apenas em questões da igreja, mas ainda mais em matemática e física. Em 1611, seu filho Pieter (1587) tornou-se pregador em Goes. Jacob, outro filho, também se mudou para Goes, mas se tornou médico. O filho mais velho de Lansbergens, também chamado Philippus, era um pregador em Kloetinge e morreu lá em 1647.
Lansbergen escreveu vários livros. Um deles, "Considerações sobre os movimentos diários e anuais da Terra", tornou-se um best-seller. Pode-se dizer que Lansbergen foi o primeiro autor holandês a escrever um livro popular sobre os movimentos dos planetas ao redor do Sol.
Kepler e Galileu, que viveram no mesmo período, estavam muito interessados no trabalho de Lansbergen. Com base em suas tabelas, eles podiam prever os movimentos dos planetas com mais precisão.
Martinus Hortensius foi um de seus alunos, e Landsberge posteriormente colaborou com seu ex-aluno.
Lansbergen provavelmente viveu na "Spanjaardstraat" em Middelburg. Ele tinha contatos frequentes com simpatizantes, como o poeta holandês Jacob Cats. Cats escreveu três poemas sobre o "muito sábio, famoso e honrado Philippus Lansbergen".
Ele morreu em Middelburg em dezembro de 1632.

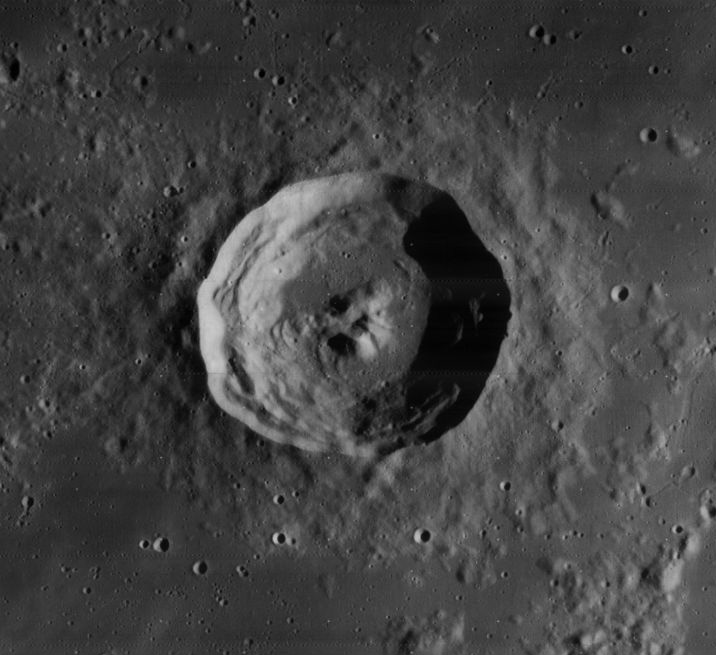
Lansberg crater, on the moon

## Publicações
- Progymnasmatum astronomiae restitutae. 1, De motu solis (em latim). Middelburg: Zacharias Roman. 1628